# Mola de les Carroveres
La Mola de les Carroveres és una muntanya de 842 metres que es troba al municipi del Mas de Barberans, a la comarca catalana del Montsià.